# Mereküla (Häädemeeste)

Mereküla est un village estonien situé dans la commune d'Häädemeeste et le comté de Pärnu.